# Эльгновко
Эльгновко (до 1945 года — Гильгенау (нем. Gilgenau), Восточная Пруссия) — село в административном районе Ольштынек (гмина), в Ольштынского уезда, Варминьско-Мазурское воеводство, на севере Польши.

## Описание
Расположено примерно в 8 километрах к северо-западу от Ольштынек и в 26 километрах к юго-западу от столицы области Ольштын.

## История
до 1945 года называлась Гильгенау (нем. Gilgenau), входило в состав Восточной Пруссии.
В 1933 году здесь родился немецкий историк науки М. Гунтау.